# Нижма (река, впадает в Онежскую губу)
Нижма — река на севере России, протекает в Покровском сельском поселении Онежского района Архангельской области.
Длина реки — 54 км.
Берёт начало из болота, расположенного на водоразделе бассейнов Онежской и Двинской губы Белого моря, где также берут начало реки Сюзьма и Воя (приток Кянды). Протекает по Онежскому полуострову. Устье реки находится на Онежском берегу Нижмозерской губы Онежского залива Белого моря.
В низовье находится деревня Нижмозеро. Реку пересекает мост Хайнозерской дороги (Верхнеозерский — Кянда) и мост автодороги «Архангельск — Онега».

## Схема водотока
Объекты перечислены по порядку от устья к истоку.
- Онежская губа
- озеро Пурнемское
- озеро Унское
- п. Нижмозеро
- озеро Кяндское[8]
- озеро Верхнее
- Елкозерский[9]
- Сосновый
- Дальний
- Агма
- болото

## Данные водного реестра
Бассейновый округ — Двинско-Печорский бассейновый округ. Водохозяйственный участок — Реки бассейна Онежской губы от западной границы бассейна реки Унежма до северо-восточной границы бассейна реки Золотица (Летняя Золотица) без реки Онега.